# متغیر فرانحوی
متغیر فرانحوی (به انگلیسی: Metasyntactic variable) در علوم رایانه به متغیری گفته می‌شود که برای توصیف نحو به کار می‌رود. برای مثال برای نمایش آرگومان‌های یک تابع در مستندات برنامه‌نویسی‌اش از یک متغیر فرانحوی استفاده می‌شود.
بسیاری از متغیرهای فرانحوی عبارت‌های بی‌معنی مانند فوبار هستند که به خاطر یکتایی‌شان انتخاب شده‌اند.